# Mai Shiraishi
Mai Shiraishi (白石 麻衣, Shiraishi Mai), née le 20 août 1992 à Gunma, est une chanteuse, mannequin et idole japonaise, membre du groupe féminin japonais Nogizaka46 de 2011 à 2020,.

## Biographie
Elle est pour la première fois la membre centrale du 6e single des Nogizaka46 Girl's Rule sorti le 3 juillet 2013.
Elle est le modèle du magazine japonais de mode LARME depuis 2012 et Ray depuis 2013.
Le 10 décembre 2014, elle sort son premier photobook, Seijun na Otona Shiraishi Mai. L'année prochaine, elle sort son second photobook Mai Style le 23 janvier 2015.
En octobre 2020, après 9 ans d'activité, elle quitte Nogizaka46 pour poursuivre une carrière de modèle et d'actrice.

## Discographie en groupe

### Avec Nogizaka46
| #       | Date de sortie   | Titre                         | Titre original         | A participé aux chansons                                                                                        |
| Albums  | Albums           | Albums                        | Albums                 | Albums |
| ------- | ---------------- | ----------------------------- | ---------------------- | --- |
| 1       | 7 janvier 2015   | Tōmei na Iro                  | 透明な色               | Kakumei no Uma Boku ga Iru Basho                                                                                |
| 2       | 25 mai 2016      | Sorezore no Isu               | それぞれの椅子         | Kikkake Taiyō ni Kudokarete Kūkikan                                                                             |
| Singles |                  |                               |                        | |
| 1       | 22 février 2012  | Guru Guru Curtain             | ぐるぐるカーテン       | Guru Guru Curtain Nogizaka no Uta Aitakatta Kamoshirenai Ushinaitakunai Kara Shiroi Kumo ni Notte               |
| 2       | 2 mai 2012       | Oide Shampoo                  | おいでシャンプー       | Oide Shampoo Kokoro no Kusuri Gūzen o Iiwake ni Shite House!                                                    |
| 3       | 22 août 2012     | Hashire! Bicycle              | 走れ! Bicycle          | Hashire! Bicyle Sekkachi na Katatsumuri Hito wa Naze Hashiru no ka? Oto ga Denai Guitar                         |
| 4       | 19 décembre 2012 | Seifuku no Mannequin          | 制服のマネキン         | Seifuku no Mannequin Yubi Bōenkyō Shibuya Blues Yubi Bōenkyō(Animation Edition)                                 |
| 5       | 13 mars 2013     | Kimi no Na wa Kibō            | 君の名は希望           | Kimi no Na wa Kibō Shakiiism Romantic Ikayaki Dekopin                                                           |
| 6       | 3 juillet 2013   | Girl's Rule                   | ガールズルール         | Girl's Rule Sekai de Ichiban Kodoku na Lover Koumori yo Ningen to iu Gakki                                      |
| 7       | 27 novembre 2013 | Barrette                      | バレッタ               | Barrette Tsuki no Ōkisa Watashi no Tame ni Dareka no Tame ni Sonna Baka na... Tsuki no Ōkisa(Animation Edition) |
| 8       | 2 avril 2014     | Kizuitara Kataomoi            | 気づいたら片思い       | Kizuitara Kataomoi Romance no Start Toiki no Method Kodoku Kyōdai                                               |
| 9       | 9 juillet 2014   | Natsu no Free & Easy          | 夏のFree&Easy          | Natsu no Free & Easy Nani mo Dekizu ni Soba ni Iru Sono Saki no Deguchi                                         |
| 10      | 8 octobre 2014   | Nandome no Aozora ka?         | 何度目の青空か？       | Nandome no Aozora ka? Korogatta Kane o Narase! Tender days                                                      |
| 11      | 18 mars 2015     | Inochi wa Utsukushii          | 命は美しい             | Inochi wa Utsukushii Tachinaori Chū                                                                             |
| 12      | 22 juillet 2015  | Taiyō Knock                   | 太陽ノック             | Taiyō Knock Sakanatachi no Love Song Hane no Kioku                                                              |
| 13      | 28 octobre 2015  | Ima, Hanashitai Dareka ga Iru | 今、話したい誰かがいる | Ima, Hanashitai Dareka ga Iru Popipappapā Kanashimi no Wasurekata                                               |
| 14      | 23 mars 2016     | Harujion ga Sakukoro          | ハルジオンが咲く頃     | Harujion ga Sakukoro Kyūshamen                                                                                  |
| 15      | 27 juillet 2016  | Hadashi de Summer             | 裸足でSummer           | Hadashi de Summer Boku Dake no Hikari                                                                           |
| 16      | 9 novembre 2016  | Sayonara no Imi               | サヨナラの意味         | Sayonara no Imi Kodoku na Aozora                                                                                |

### Avec NogizakaAKB
- Mazariau Mono (9 mars 2016)

## Filmographie
Dramas
- 2013 : Kamen Teacher : Akari Hayase[8]
- 2015 : Hatsumori Bemars : Kirei[9]
- 2016 : Honto ni Atta Kowai Hanashi Natsu no Tokubetsu-hen 2016[10]

Cinéma
- 2014 : Gekijōban Bad Boys J: Saigo ni Mamoru Mono : Mao Masaki[11]
- 2016 : Yamikin Ushijima Kun Part 3 : Rina Asō[12]
- 2023 : Zom 100 : La Liste de la mort (ゾン100〜ゾンビになるまでにしたい100のこと〜, Zon 100: Zonbi ni naru made ni shitai 100 no koto?) de Yūsuke Ishida (ja) : Shizuka Mikazuki

## Shows
- 2012 Girls Award 2012 A/W[13]
- 2013 Girls Award 2013 S/S[14]
- 2015 Girls Award 2015 S/S[15]
- 2015 Tokyo Girls Collection 2015 A/W[16]
- 2016 Girls Award 2016 S/S[17]
- 2016 Tokyo Girls Collection 2016 S/S[18]
- 2016 Girls Award 2016 A/W[19]
- 2016 Tokyo Girls Collection 2016 A/W[20]

## Divers
Photobooks
1. 10 décembre 2014 - Seijun na Otona Shiraishi Mai[6]
2. 23 janvier 2015 - Mai Style[1],[21]